# Eupholus magnificus
Espèce
Eupholus magnificus est une espèce d'insectes coléoptères phytophages du genre Eupholus (charançon bleu) originaire du nord de la Papouasie-Nouvelle-Guinée.
Elle a été décrite par l'entomologiste allemand, Theodor Franz Wilhelm Kirsch (1818-1889), en 1877.

## Description
Eupholus magnificus peut atteindre une longueur de 24 à 28 millimètres. Sa couleur de base est d'un bleu métallique et ses élytres sont colorés de bandes transversales noires, bleues, et vertes à turquoise. Son pronotum conique est bleu ainsi que ses pattes, courtes et robustes. Ses antennes sont turquoise et bleu et leur petite massue finale est noire. Le dessus du rostre est noir.

## Synonymes
- Eupholus raffrayi
- Eupholus magnificus v. concolor